# Terremoto di Costantinopoli del 447
Il terremoto di Costantinopoli del 447 fu un terremoto che colpì la città di Costantinopoli nel 447 d.C. L'area intorno a Costantinopoli fu colpita da un violento terremoto, che causò gravi danni alle Mura Teodosiane di Costantinopoli, recentemente completate, distruggendo 57 torri e ampi tratti delle mura. I documenti storici non contengono alcuna menzione di vittime direttamente collegate a questo terremoto, sebbene si dica che migliaia di persone morirono in seguito a causa della fame e di un "odore nauseabondo".

## Terremoto
La data di questo terremoto è incerta, e oscilla fra il 26 gennaio, il 6 novembre, l'8 novembre e l'8 dicembre. Il terremoto provocò anche un maremoto.